# ZNF639
ZNF639 (англ. Zinc finger protein 639) – білок, який кодується однойменним геном, розташованим у людей на 3-й хромосомі. Довжина поліпептидного ланцюга білка становить 485 амінокислот, а молекулярна маса — 56 054.
| 10         |  | 20         |  | 30         |  | 40         |  | 50         |
| ---------- |  | ---------- |  | ---------- |  | ---------- |  | ---------- |
| MNEYPKKRKR |  | KTLHPSRYSD |  | SSGISRIADG |  | FNGIFSDHCY |  | SVCSMRQPDL |
| KYFDNKDDDS |  | DTETSNDLPK |  | FADGIKARNR |  | NQNYLVPSPV |  | LRILDHTAFS |
| TEKSADIVIC |  | DEECDSPESV |  | NQQTQEESPI |  | EVHTAEDVPI |  | AVEVHAISED |
| YDIETENNSS |  | ESLQDQTDEE |  | PPAKLCKILD |  | KSQALNVTAQ |  | QKWPLLRANS |
| SGLYKCELCE |  | FNSKYFSDLK |  | QHMILKHKRT |  | DSNVCRVCKE |  | SFSTNMLLIE |
| HAKLHEEDPY |  | ICKYCDYKTV |  | IFENLSQHIA |  | DTHFSDHLYW |  | CEQCDVQFSS |
| SSELYLHFQE |  | HSCDEQYLCQ |  | FCEHETNDPE |  | DLHSHVVNEH |  | ACKLIELSDK |
| YNNGEHGQYS |  | LLSKITFDKC |  | KNFFVCQVCG |  | FRSRLHTNVN |  | RHVAIEHTKI |
| FPHVCDDCGK |  | GFSSMLEYCK |  | HLNSHLSEGI |  | YLCQYCEYST |  | GQIEDLKIHL |
| DFKHSADLPH |  | KCSDCLMRFG |  | NERELISHLP |  | VHETT      |  |            |

A: Аланін

C: Цистеїн

D: Аспарагінова кислота

E: Глутамінова кислота

F: Фенілаланін

G: Гліцин

H: Гістидин

I: Ізолейцин

K: Лізин

L: Лейцин

M: Метіонін

N: Аспарагін

P: Пролін

Q: Глутамін

R: Аргінін

S: Серин

T: Треонін

V: Валін

W: Триптофан

Кодований геном білок за функціями належить до репресорів, фосфопротеїнів. 
Задіяний у таких біологічних процесах, як транскрипція, регуляція транскрипції. 
Білок має сайт для зв'язування з іонами металів, іоном цинку, ДНК. 
Локалізований у ядрі.